# Sultán-Mahmud de Endirey
Sultán-Mahmud (en kumyko: Солтан Магьмут Чопанны уланы, romanizado: Soltan-Mahmut Çopannı ulanı, en ruso: Султан-Мут, Салтамамут, romanizado: Sultan-Mut, Sultamamut; 1548 - 1643) fue un gobernante feudal cumuco y figura político-militar de la familia de los Shamjal de Tarki, a veces referidos como Shamjalov, con el genitivo ruso -ov. Era hijo del Shamjal Chopan ibn Buday, padre también del Shamjal Aídemir I, gobernante del Shamjalato de Tarki. Es ancestro de 10 familias principescas de Cumuquia.
En las fuentes historiográficas rusas, se le denomina alternativamente como gobernante, mirza (príncipe iraní) y kniaz. Fue el fundador y gobernante durante un largo periodo del janato de Endirey, que se disgregó del Shamjalato de Tarki durante el período de luchas intestinas intradinásticas de finales del siglo XVI y principios del XVII.
El territorio del principado de Endirey fue utilizado para organizar el distrito cumuco de la óblast del Térek del Imperio ruso.
Sultán-Mahmud ganó fama gracias a la victoria sobre el ejército ruso enviado por el zar Borís Godunov en la batalla de Karaman, que acabó con la influencia rusa en el Cáucaso septentrional durante más de 100 años hasta la Conquista rusa del Cáucaso a lo largo de la primera mitad del siglo XIX.

## En la cultura popular
Es considerado un héroe nacional del pueblo cumuco.